# Zanha
Zanha é um género botânico pertencente à família Sapindaceae.